# Apachitla
Apachitla es una congregación del municipio de Ilamatlán ubicado en la región de la Huasteca Baja del estado mexicano de Veracruz.

## Geografía
La localidad de Apachitla se sitúa en las coordenadas geográficas 20°43′39″N 98°28′47″O / 20.727500, -98.479722, a una elevación de 1,329 metros sobre el nivel del mar.

## Demografía
Según el Conteo de Población y Vivienda 2020, efectuado por el Instituto Nacional de Estadística y Geografía, la localidad de Apachitla tiene 616 habitantes, de los cuales 274 son del sexo masculino y 342 del sexo femenino. La tasa de fecundidad es de 2.72 hijos por mujer y tiene 158 viviendas particulares habitadas.
| Gráfica de evolución demográfica de Apachitla entre 1900 y 2020 |
|                                                                 |
| INEGI.                                                          |